# Carlota Amalia Guillermina de Schleswig-Holstein-Sonderburg-Plön
Carlota Amalia Guillermina de Schleswig-Holstein-Plön (en danés: Charlotte Amalie Vilhelmine af Slesvig-Holsten-Pløn; Plön, 23 de abril de 1744-Augustenburg, 11 de octubre de 1770) fue una princesa del ducado de Schleswig-Holstein-Sonderburg-Plön (o Holstein-Plön), un ducado gobernado por una rama cadete de la familia real danesa. Nació en Plön, siendo la cuarta hija del duque Federico Carlos de Schleswig-Holstein-Sonderburg-Plön y de su esposa, la condesa Cristina Armgard de Reventlow.

## Biografía
Como su único hermano murió en la infancia en 1740, el pequeño ducado danés de Plön estaba destinado a volver al dominio del rey de Dinamarca a la muerte de su padre. Por ende, sus padres fueron liberados de la costumbre de limitar las dotes de sus hijas para maximizar el patrimonio del heredero varón. Consecuentemente, solo una de sus cuatro hermanas fue destinada a ser monja, lo que era inusual para la época. La mayor, Sofía Cristina Luisa (1732-1757), se hizo canonesa en 1753, y un año después deaconesa de la abadía de Quedlinburg, mientras que las otras tres princesas tuvieron permitido casarse. Carlota Amalia fue la primera de sus hermanas en contraer matrimonio, casándose en Reinfeld el 26 de mayo de 1762 con su primo, el duque Federico Cristián I de Schleswig-Holstein-Sonderburg-Augustenburg. Dos años más tarde, como pariente cercano agnático de su suegro, Federico Cristián renunció a cualquier reclamo sobre el ducado de Plön y en compensación recibió de la corona danesa el castillo de Sonderburg, el dominio de Gammelgaard con Gundestrup y los feudos de Ronhave, Langenvorwerk, Kekinisgaard y Maibullgaard, todos localizados en la isla de Ahlsen o en las cercanías en la de Sundeved, en la región de Sonderburg.
Tuvieron siete hijos:
- Luisa Cristina Carolina (16 de febrero de 1763-27 de enero de 1764).
- Luisa Carlota Carolina (17 de febrero de 1764-2 de agosto de 1815).
- Federico Cristián II (28 de septiembre de 1765-14 de junio de 1814), desposó a la princesa Luisa Augusta de Dinamarca.
- Federico Carlos Emilio (8 de marzo de 1767-14 de junio de 1841), general danés. Desposó en Leipzig el 29 de septiembre de 1801 sin el consentimiento o el reconocimiento ni del duque ni del rey, a Sofía Leonor Federica von Scheel (1776-1836), hija de Jürgen Eric von Scheel y de Ana Dorotea von Ahlefeldt.[1]
- Carlos Augusto (9 de julio de 1768-28 de mayo de 1810), general danés, y después elegido príncipe de la corona de Suecia como Carlos Augusto; no obstante, murió antes de heredar el trono.[1]
- Sofía Amelia (10 de agosto de 1769-6 de octubre de 1769).
- Carlos Guillermo (4 de octubre de 1770-22 de febrero de 1771).

La pareja gastó parte de su riqueza para construir el nuevo Palacio de Augustenburg.
Carlota Amalia murió en Augustenburg a la edad de 26 años, siete días después del nacimiento de su último hijo.